# Velfærdsturisme
Velfærdsturisme er et begreb, som har været benyttet i den politiske debat om EU siden 1990'erne. Det stammer oprindeligt fra Storbritannien, men er senere anvendt bredt i diskussionen om, hvorvidt et stort antal borgere fra otte af de ti nye nationer, der opnåede medlemskab af EU i 2004 ved udvidelsen af Den Europæiske Union, ville flytte til de eksisterende medlemsstater for at drage fordel af deres sociale velfærdsydelser snarere end for at arbejde.  I slutningen af 2012 var 14,1 millioner EU-borgere, dvs. ca. 2,8 procent af EU's befolkning, bosat i et andet EU-land end deres oprindelsesland. 
Påstanden om, at velfærdsturisme udgør en trussel mod de nationale velfærdsydelser er af flere forskningsinstitutioner blevet betegnet som ubegrundet og vildledende. En stor undersøgelse fra Center for Forskning og migration ved University College i London, der blev offentliggjort i 2009, viste, at EU-indvandrere til Storbritannien fra de nye medlemslande var bedre uddannede, mere tilbøjelige til at være i beskæftigelse og mindre tilbøjelige til at modtage kontante ydelser end statsborgerne.   En undersøgelse gennemført for EU – kommissionen i 2013 konkluderede bl.a., at arbejdstagere fra andre medlemsstater er nettobidragydere til de offentlige finanser i værtslandet. Når de normalt betaler mere til værtslandets budgetter i skatter og sociale bidrag, end de modtager i ydelser, skyldes det en tendens til at være yngre og mere økonomisk aktive end værtslandets egen arbejdskraft. 

## Historisk baggrund
EU's regler om fri bevægelighed for arbejdskraften blev med Maastrichttraktaten udvidet til at omfatte alle EU-borgere, således at:
”.. man kan bruge den frie bevægelighed til andet end at arbejde og studere – f.eks. at gå på pension i et andet EU-land eller slutte sig til eller flytte med familien – (dette)..er en afgørende rettighed, der følger med et EU-borgerskab”. 
I et direktiv om fri bevægelig fra 2004 er både borgernes ret til at flytte og slå sig ned inden for EU og borgernes pligter for at kunne opnå adgang til sociale ydelser i værtslandene nedfældet, ligesom det indeholder bestemmelser, der skal sikre, at det ikke misbruges.  Direktivet og de opfølgende forordninger skabte, især i Storbritannien, en debat om mulige former for misbrug, især proforma ægteskaber og forskellige former for dokumentfalsk.
Kommissionen har i efteråret 2013 med henvisning til forskningen tilkendegivet, at medlemslandene ikke har ført bevis for det påståede misbrug.  I dokumentar- udsendelsen Østarbejdernes bagmænd på DR1 den 12. maj 2014 vistes eksempler på, at arbejdere fra Østeuropa arbejder under overenskomststridige vilkår i flere EU-lande, ligesom det fremgik, at virkarbureauer i bl.a. Polen og Irland står bag ansættelsesforhold, som en ekspert betegnede som slavelignende betingelser.

## Danske forhold
EU-borgere har ret til bl.a. følgende danske ydelser i henhold til direktivet.
- Dagpenge
- Kontanthjælp
- Sygedagpenge
- Efterløn
- Ledighedsydelse
- Barselsdagpenge
- Revalidering

I 2012 var udgifterne til EU-borgere, der modtager disse ydelser over 2 milliarder kroner. 